# 청룡노포동
청룡노포동(靑龍老圃洞)은 대한민국 부산광역시 금정구의 행정동이다. 청룡노포동은 노포동·청룡동의 전부를 포함한다.
부산종합버스터미널 및 범어사의 소재지이며, 경상남도 양산시와 마주보고 있다.

## 법정동
- 노포동(老圃洞)
- 청룡동(靑龍洞)

## 교육
- 삼육초등학교 (청룡동)
- 청룡초등학교 (청룡동)

## 교통
- 노포역 (부산 도시철도 1호선)
- 부산종합버스터미널
- 노포 나들목